# The Legendary Pink Dots
I The Legendary Pink Dots (nome talvolta abbreviato in LPD) sono un gruppo musicale di rock sperimentale anglo-olandese formatosi a Londra nel 1980. Nel 1984 il gruppo si è spostato ad Amsterdam. 
Nel corso della loro carriera sono stati scritturati da numerose etichette tra cui la ROIR, la Vinyl on Demand, la Soleilmoon e la PIAS.

## Formazione
- Edward Ka-Spel - tastiere e voce
- Phil Knight
- Erik Drost - chitarra e basso
- Raymond Steeg

## Discografia

### Album in studio
- 1981 - Only Dreaming
- 1981 - Kleine Krieg
- 1982 - Brighter Now
- 1982 - Atomic Roses
- 1982 - Premonition
- 1982 - Apparition
- 1982 - Basilisk
- 1983 - Chemical Playschool 3 & 4
- 1983 - Curse
- 1984 - The Tower
- 1985 - Asylum
- 1985 - Prayer for Aradia
- 1986 - Island of Jewels
- 1988 - Any Day Now
- 1989 - The Golden Age
- 1990 - Four Days
- 1990 - Crushed Velvet Apocalypse
- 1991 - The Maria Dimension
- 1992 - Shadow Weaver
- 1992 - Malachai (Shadow Weaver Part 2)
- 1995 - From Here You'll Watch the World Go By
- 1997 - Hallway of the Gods
- 1998 - Nemesis Online
- 2000 - A Perfect Mystery
- 2002 - All the King's Horses
- 2004 - Poppy Variations
- 2004 - The Whispering Wall
- 2006 - Your Children Placate You from Premature Graves
- 2006 - Alchemical Playschool
- 2008 - Plutonium Blonde
- 2010 - Seconds Late for the Brighton Line
- 2012 - The Creature That Tasted Sound
- 2013 - Taos Hum
- 2013 - The Gethsemane Option
- 2013 - Code Noir
- 2013 - The Curse of Marie Antoinette
- 2014 - 10^{9} Volume 1
- 2014 - 10^{9} Volume 2
- 2014 - 10^{9} Volume 1 & 2

### Raccolte
Questa lista è suscettibile di variazioni e potrebbe essere incompleta o non aggiornata.

- 1987 - Stone Circles: A Legendary Pink Dots Anthology
- 1988 - Traumstadt 1
- 1989 - The Legendary Pink Box
- 1995 - Chemical Playschool 8 & 9
- 1996 - Lullabies for the New Dark Ages
- 1997 - Ancient Daze
- 1998 - Chemical Playschool 10
- 2001 - Chemical Playschool 11, 12 & 13
- 2007 - The Legendary Pink Dots

### Album dal vivo
Questa lista è suscettibile di variazioni e potrebbe essere incompleta o non aggiornata.

- 1984 - The Lovers
- 1989 - Greeting 9
- 1999 - Live at the Metro
- 2000 - Farewell, Milky Way
- 2010 - The French Collection